# Franc Mesojedec
Franc Mesojedec (v ZDA imenovan Frank Meno), slovenski fizik, * 7. januar 1934, Prapretno, Radeče, † 7. september 2010.

## Življenje in delo
Mesojedec se je šolal v Radečah, Sevnici, Krškem in Trbovljah, v Münchnu pa je študiral fiziko. V Ameriki je doktoriral; vključili so ga v publikacijo Who's who in Science and Engineering. Deloval je na oddelku za elektroniko tehniškega instituta Carnegie v Pittsburghu, kot raziskovalec pri Zalivski naftni družbi, kot profesor asistent na oddelku medicinske fakultete in vodja oddelka za nevrokirurgijo. 
Sodeloval je na znanstvenih razstavah, 1977 v Miamiju, 1978 in 1981 v Dallasu. Bil je član komiteja za razvoj učnih načrtov za izobraževanje fizikov in navodil fizikom pri rabi instrumentov in računalnikov. Izdelal je tudi nekaj naprav za uporabo v kardiologiji, npr. aparat za neinvazivno merjenje miokardnih kontrakcij, vektorkardiograf in instrumente za EEG.
Umrl je za pljučnico.